# Roll On, Columbia, Roll On
Roll On, Columbia, Roll On é uma canção folk americana composta em 1941 pelo cantor/compositor folk, Woody Guthrie A canção tornou-se famosa como um hino sobre projetos de obras públicas decorrentes do New Deal na Grande Depressão. Em 1987, foi adotada como a canção folclórica oficial do Estado de Washington. 